# Fox Atomic
Fox Atomic è stata una casa di produzione statunitense attiva nel settore della produzione e distribuzione cinematografica, divisione della 20th Century Fox.

## Storia
La società è stata fondata nel 2006 allo scopo di cofinanziare produzioni di 20th Century Fox e Fox Searchlight Pictures tendenti al genere horror e drammatico.
Nello stesso anno è stata costituita una editoria di fumetti dal nome Fox Atomic Comics, essa si occupa di adattare i film horror dello studio cinematografico in graphic novel.
Nel 2008, a seguito di risultati complessivamente deludenti, Fox Atomic ha ridimensionato le sue operazioni di produzione e ha chiuso la divisione marketing. Nel 2009, la casa di produzione è stata chiusa e tutti i film in fase di sviluppo sono stati trasferiti alle altre sussidiarie di Fox.

## Film prodotti e distribuiti
- Turistas (2006)
- Le colline hanno gli occhi 2 (The Hills Have Eyes 2) (2007)
- 28 settimane dopo (28  Weeks Later) (2007)
- Il peggior allenatore del mondo (The Comebacks) (2007)
- The Rocker - Il batterista nudo (The Rocker) (2008)
- Miss Marzo (Miss March) (2009)
- 12 Rounds (2009)
- Una notte con Beth Cooper (I Love You, Beth Cooper) (2009)
- Laureata... e adesso? (Post Grad) (2009)
- Jennifer's Body (2009)